# Fruktpress

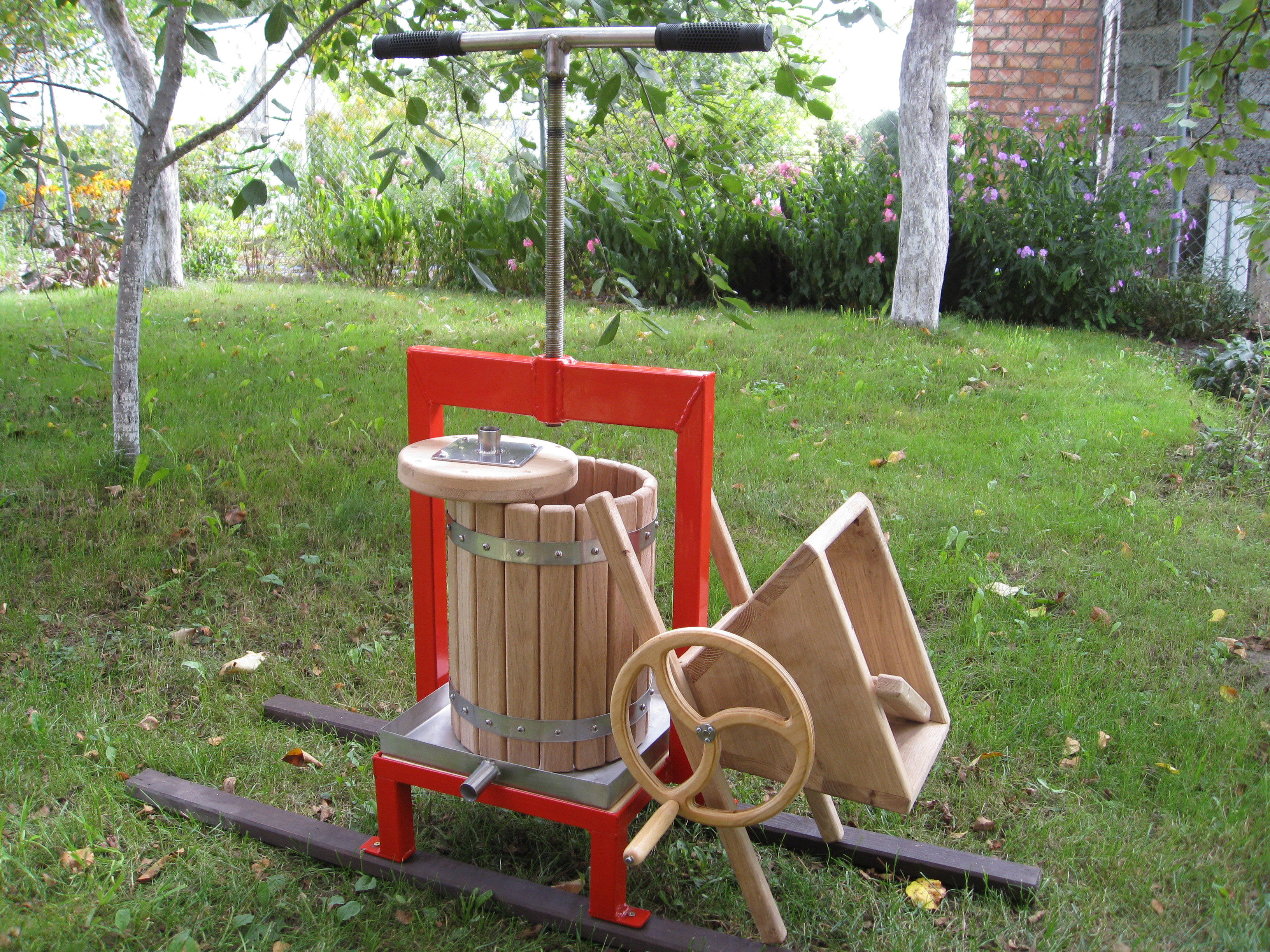
En fruktpress som använder sig av en skruv för att pressa frukten.

En fruktpress är en anordning som används för att separera fruktens fasta delar - stjälk, fruktskal och frön - från fruktjuicen.

## Användning
Fruktpressen kan bland annat användas för äpplen, päron och vindruvor. 

### Äpplen
Samla in äpplena som ska pressas. Dela äpplena och skär bort bruna partier. En fruktkross kan användas för att krossa äpplena till rätt storlek, det är mycket viktigt att det blir rätt storlek på fruktmassan, inte för små bitar och inte för stora bitar, för att maximera mängden must som man får ut av äpplena. Beroende på utrustning kan det behövas ett filter/nät som fruktmassan läggs i. Slut nätet när alla äpplena är placerade. Pressningen kan sedan utföras, för att få ut all juice kan man behöva ta ut nätet och röra om för att pressa igen, till dess att all juice är utpressad. Rostfria material eller plast bör användas för att undvika oxidation. Mängden juice varierar beroende på äppelsort, vanligen kan man få ut 0,3-0,5 liter per kilo pressade äpplen.

## Konstruktion
De äldsta pressarna använde sig av vikter för att pressa frukten mellan två ytor. Tekniken förfinades där konstruktionen bestod av en platta som är monterad på en skruv som sedan pressar ihop frukten mot mothållet. Vanligen har dessa skruvpinnar trapetsgänga. Det finns även pressar som är hydrauliska eller pneumatiska.